# 福克50
福克50是荷兰福克公司制造的涡轮螺旋桨动力民航飛機，是高度成功的福克F27友谊的改进和继任型号。福克60是福克50的加长货运版本。
1980年代早期，福克公司因F27飞机的销量下降而发展了福克50。福克50被设计为其前任飞机的衍生型号，共用大部分机身和设计特点，但同时加入新技术和数项改进，包括安装普拉特&惠特尼加拿大PW127B涡轮螺旋桨发动机，这样可以较F27降低30%油耗。
福克50在1985年12月28日首飞，于1987年开始商业运营。福克60仅曾由荷蘭皇家空軍运营。

## 发展

### 福克50
1980年代早期，荷兰飞机制造商福克公司确定该公司自1958年开始持续生产的涡轮螺旋桨动力飞机福克F27友谊的销量开始衰退。由此，公司决定为就其现有产品线的关键要素为后续机型展开一系列设计研究。这些研究以F27和福克F28伙伴喷气式飞机为中心。1983年11月，福克决定同时开始两个开发项目，开发一对新飞机，分别是继任F27的福克50和继任F28的福克100。福克50项目遭遇了一些延迟，导致最后一架F27交付后一年多才交付第一架福克50。
福克50结合了对F27进行的各种修正和改进。通过结合这些修改，并安装更新的普拉特&惠特尼加拿大PW127B涡轮螺旋桨发动机，福克将飞机的油耗逐步降低了30%。福克50相比F27的主要进步还包括在生产过程中采用更新的螺旋桨设计，提高复合材料的应用比例，机翼设计调整和更高的驾驶舱自动化水平。
福克与数家公司合作生产了福克50的部分部件，包括由比利时SABCA生产机翼，由法国達梭航太制造机身分段，由德国梅塞施密特-伯尔科-布洛姆制造襟翼、副翼和背鳍，由日本富士重工業制造方向舵和升降舵，并由印度印度斯坦航空有限公司制造水平安定面。福克50共有两架原型机，但仍使用F27的机身，第一架原型机于1985年12月28日首飞。但第一架生产型飞机直至1987年2月才首飞。1987年5月15日，福克50通过荷兰航空管理当局皇家航空服务部门（荷蘭語：Rijksluchtvaartdienst，RLD）认证取得型号合格证。第一架生产型飞机随即于当年8月交付给德国航空运输有限公司（德語：Deutsche Luftverkehrsgesellschaft mbH，简称DLT）。DLT与澳洲安捷航空是福克50的启动客户。

### 停产和进一步发展

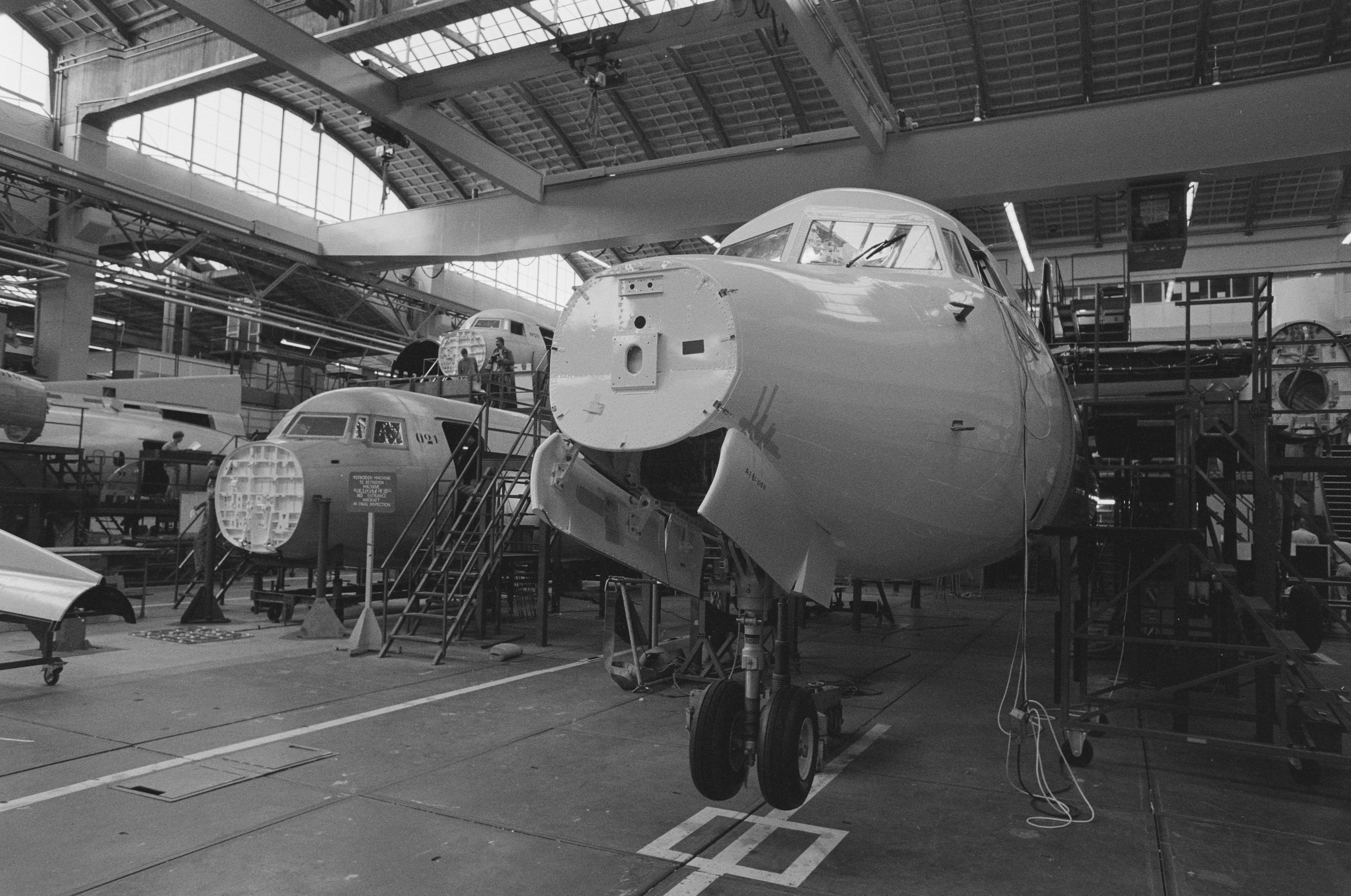
1987年8月，福克50的总装线

1994年，福克的业务已经遭受了相当可观的损失，这导致福克50的生产速度降低，并威胁到其长期生存能力。1995年早期，福克公司开始了一项大型重组计划，包括自10400名员工裁员至6700人，出售办公楼和一座工厂，并与供应商重新谈判价格。1995年7月，由于损失持续增加，福克公司与荷兰政府就可能的纾困条款进入了谈判。福克的控股公司，戴姆勒-奔驰航空航天股份公司（DASA）同意持续为福克提供救援协议，但这也取决于荷兰政府的参与。DASA称由于资金缺口极大，其无法独自补齐差距。1996年1月22日，由于未能获得荷兰政府的让步，戴姆勒-奔驰的董事会决定停止援助福克。福克公司随即试图寻找新的资金来源，包括龐巴迪宇航、中国航空工业集团和三星，但相关谈判均未取得结果。
1996年3月15日，福克公司宣布破产。福克50的生产随即停止。福克遭遇的财务困难有部分是因为福克50和福克100项目出现了巨额成本超支，以及福克销售这些飞机的地区的支线飞机市场激烈竞争，而福克50项目的延误无助于此。尽管最后12个月实现了生产成本效益的反复提高，但并不足以拯救这家公司。
1997年，由于福克公司已进入清算阶段，最后一架福克50被交付给客户。至项目结束时，福克50的产量是213架。早在1996年5月，就有提案提议部分或完全重启福克50的生产线，印度印度斯坦航空有限公司也曾试图在印度建立福克50的总装线。但这些提案最终都未能实现。
1996年，福克服务公司成立。其持有福克50的型号合格证，为此机型的用户提供全面支持与服务，包括培训、后勤支持、维护、改装和工程服务。至2006年8月，仍有171架福克50在航空公司运行，主要用户包括VLM航空（20架）、天路快运（18架）、德尼姆航空（12架）和哥倫比亞航空（10架）

### 福克60

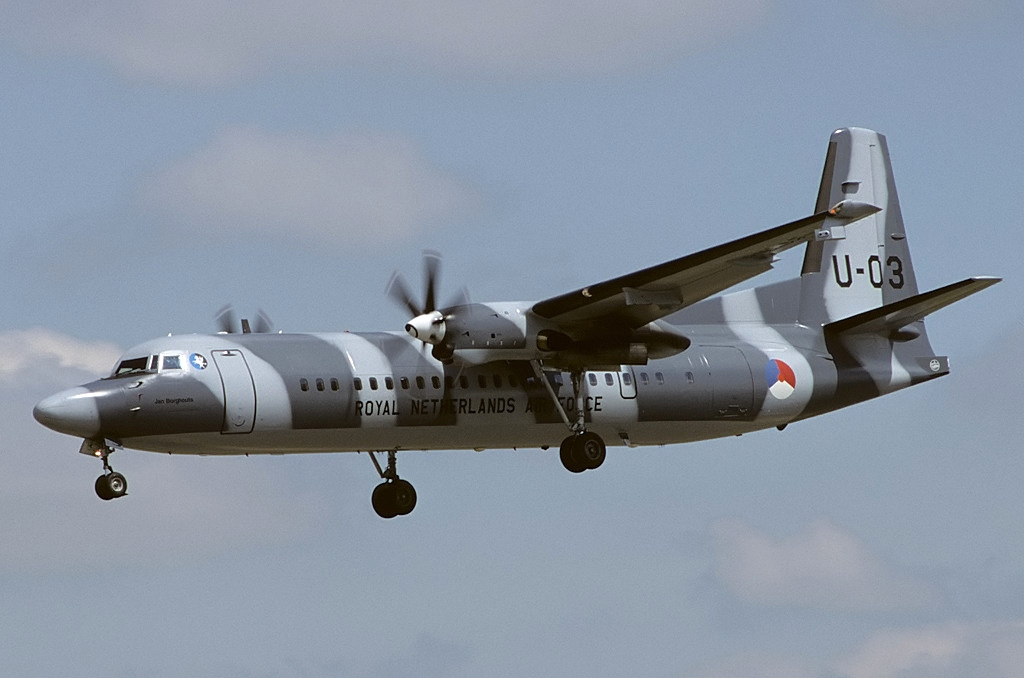
荷蘭皇家空軍的福克60

福克60是福克50的军用加长版，比福克50长1.62（5.3英尺），长度达到26.87（88.2英尺）。其在机身右侧驾驶舱后安装了大型货舱门，可用于货运。福克60只生产了4架，全部交付给了荷蘭皇家空軍，隶属于驻扎在埃因霍溫機場的第334中队。福克60可以被用于运输人员或设备，亦可用于空降行动。福克60计划中的民用版本可乘坐68名乘客，但直至福克公司破产仍未完成设计。
2005年，作为荷蘭皇家海軍预算削减而决定退役P-3猎户座的临时解决方案，两架福克60被改装为反潜机。这两架飞机在库拉索哈投空军基地驻扎了两年，然后于2007年10月被庞巴迪Dash-8反潜机所替换。由于荷兰皇家空军决定额外2架C-130運輸機，所有福克60因而退役。福克60随后全部被存储在翁斯德雷赫特空军基地，并于2010年被秘鲁海军航空队购买。两架反潜机于2010年6月8日交付，未改装的两架运输机于2010年12月3日交付。

## 设计

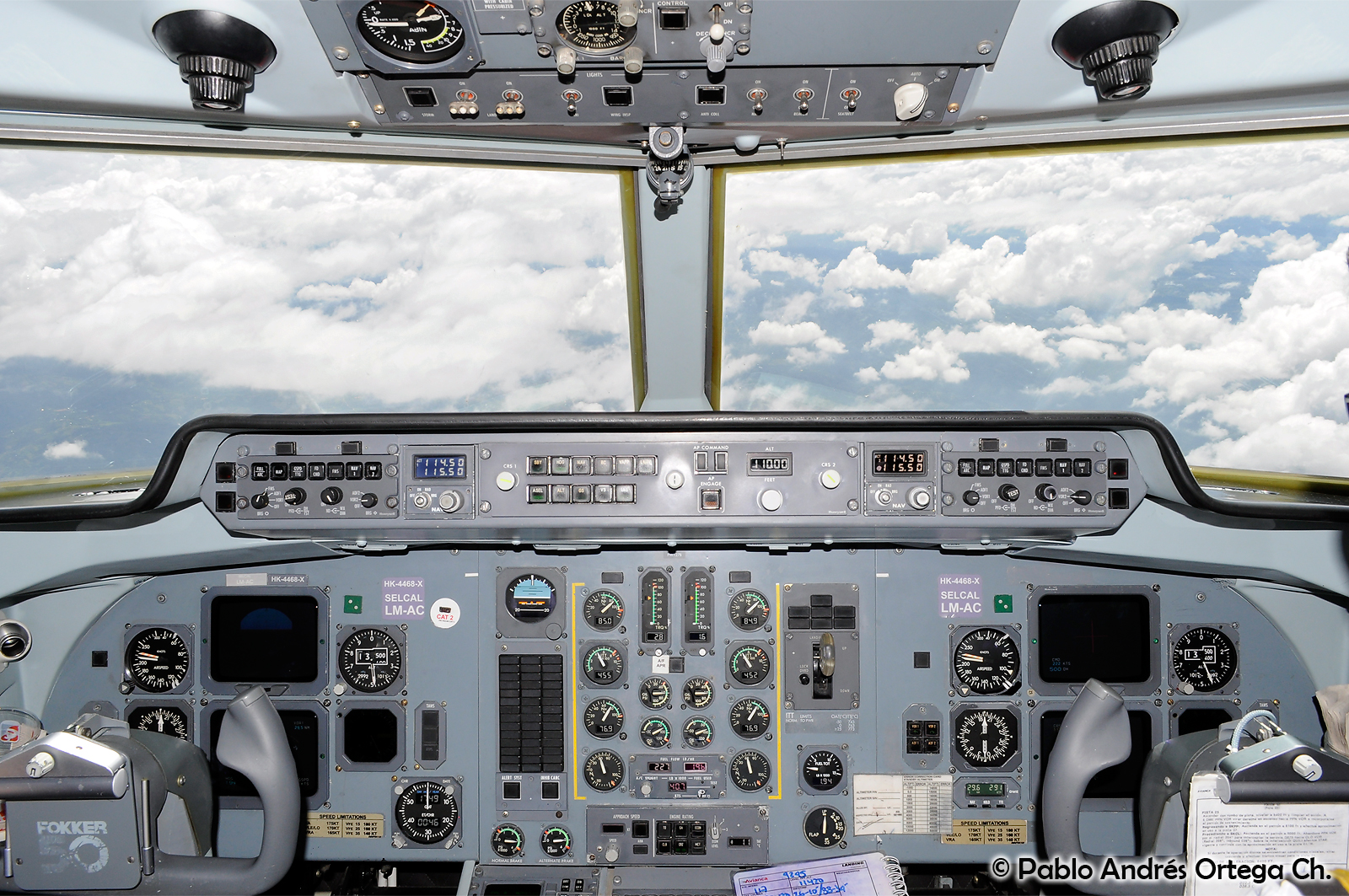
福克50的驾驶舱

福克50由两台普拉特&惠特尼加拿大PW100渦輪螺旋槳發動機驱动。福克50有许多结构源于福克F27，特别是经过加长的F27-500型，其机身、机翼和尾翼的基本结构除去需求加强的各个部分外基本保持不变。福克50的机体广泛应用了复合材料、热粘合结构和防腐蚀处理。福克50相较F27进行了数项改动，包括副翼外侧和翼梢上翘以起到与翼梢小翼类似的作用，福克公司将其昵称为；机身安装了更密间距的较小窗户；前起落架修改为无摇臂双轮布局。
福克50相较F27的另一项重大改动是其所使用的发动机。F27使用罗尔斯-罗伊斯飞镖发动机驱动其各个改型，而福克50改用燃油经济性更佳的普拉特&惠特尼加拿大PW100发动机，驱动直径12英尺（3.7）的道蒂·罗托6叶螺旋桨。使用直径更大的低速螺旋桨与安装减震器使福克50无需主动噪音控制系统就可以使客舱平均噪音达到77分貝，低于许多支线飞机和涡轮螺旋桨飞机。
福克50配备了玻璃驾驶舱，安装有电子飞行仪表系统和自动驾驶系统，后者经认证可进行仪表着陆系统第二类进近。驾驶舱还安装了三优先级综合警报系统，向飞行员提供故障信息。

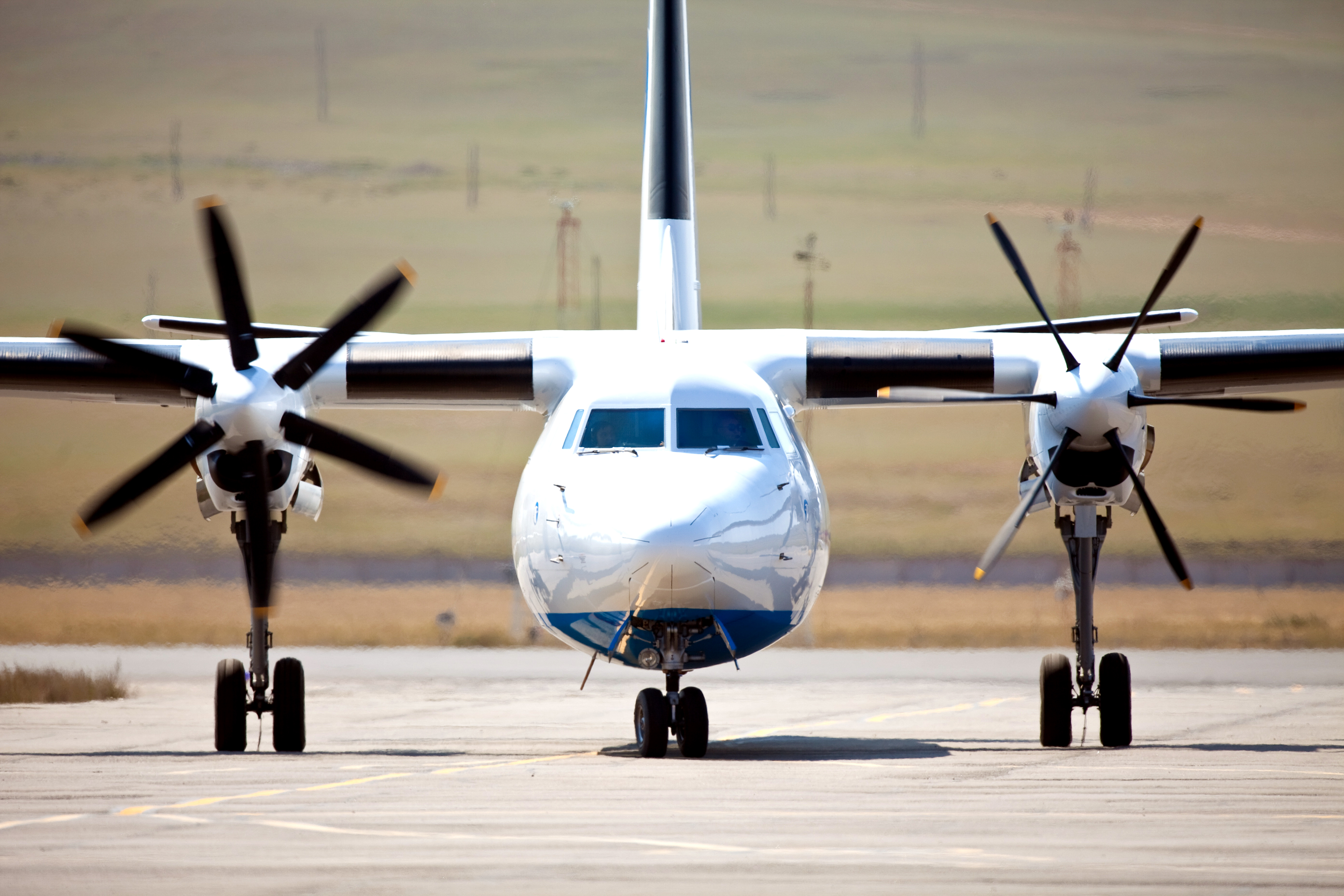
福克50的正面视角

福克50可以运载62名乘客以286節（530每小時）的典型巡航速度飞行1,080海里（2,000），比福克F27快27節（50每小時）。典型客舱布局可布置46-56个座椅，包括头顶行李架和相对较宽的中央过道。飞机配备有4个1型舱门，左前舱门与登机梯一体。

## 型号

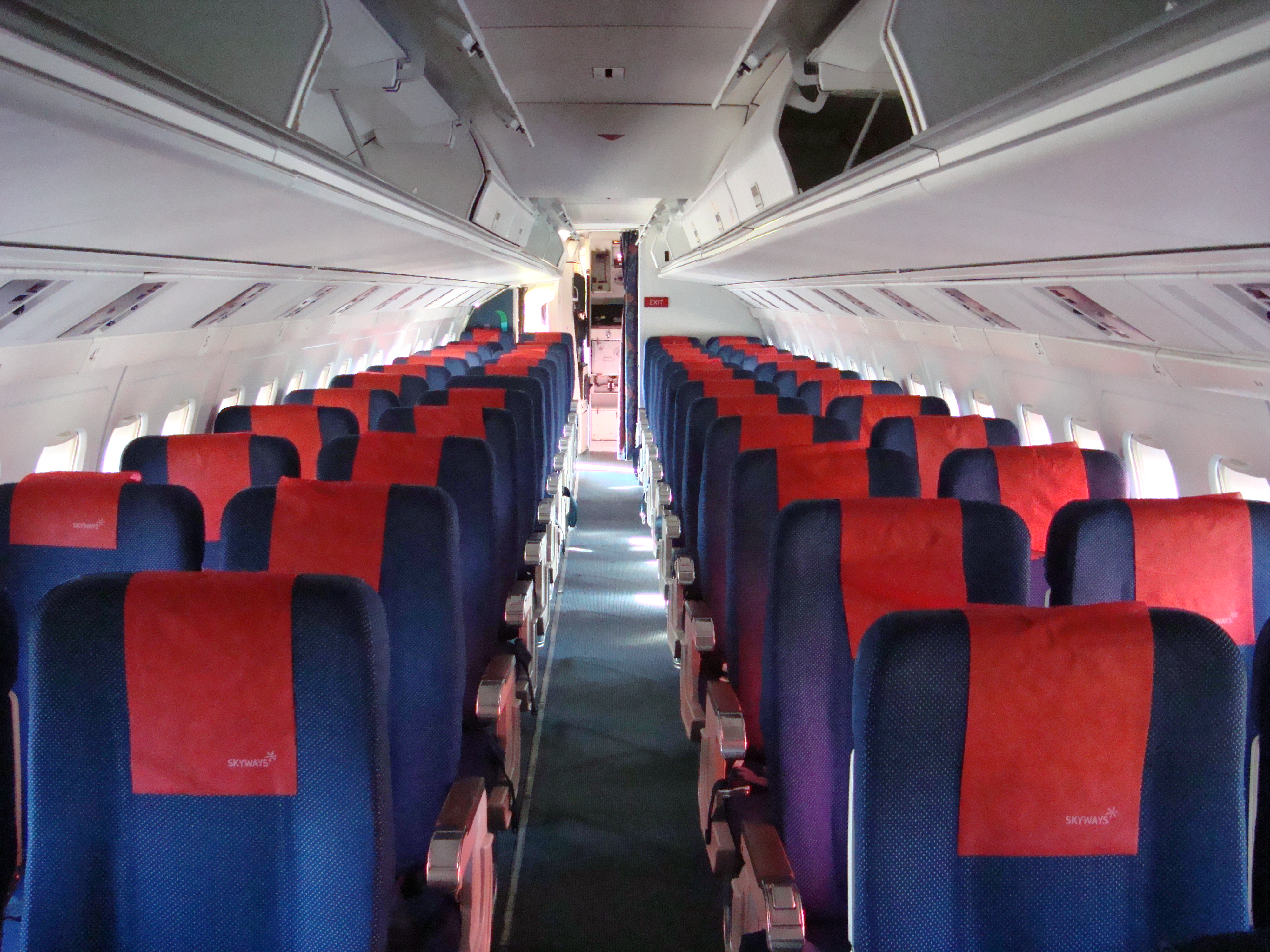
天路快运的福克50机内

### 福克50
F27 050型
作为福克50上市。基于福克F27 500型。
F27 0502型
作为福克50上市。与050型相同，但修改了内部布局和后紧急出口。产量6架。

## 用户

### 民用

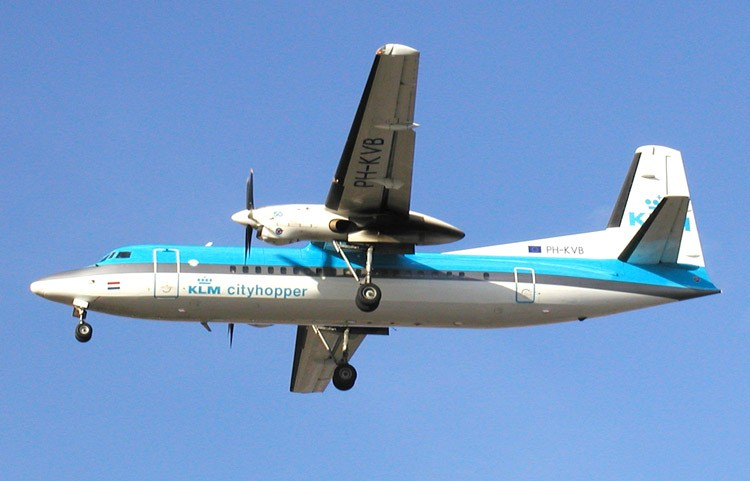
荷兰皇家航空的福克F50 tillhörande。

截至2009年8月，仍有168架福克50仍在全球各航空公司與相關單位服役中。操作該機種的航空公司包括有：
- Aero Condor
- 華信航空(2009年除役)
- 蒙古航空
- 阿斯塔納航空
- 波羅的海航空
- 冰岛航空
- Alliance Airlines
- Amapola Flyg
- 亚洲航空
- 哥倫比亞航空（Avianca）
- 藍鳥航空
- 城捷航空
- Compagnie Africaine D'Aviation
- Denim Air
- 衣索比亞航空（Ethiopian Airlines）
- Feeder Airlines
- Flyfirefly
- Independent Aviation
- Indonesia Air Transport
- 因瑟尔航空
- Iranian Air Transport
- Kish Airline
- Mid Airlines
- Miniliner
- Nova Airlines
- 巴基斯坦國際航空
- Palestinian Airlines
- Riau Airlines
- SAS Norge
- Sky Aviation
- Skyways Express
- 天西航空
- Sonair
- 蘇丹航空（Sudan Airways）
- Taftan Air
- VLM Airlines

### 軍事與政府用途
有部分政府或軍事單位採用福克50作為載人或貨運用途，目前仍在操作中的單位包括：
 荷蘭
- 荷蘭皇家空軍（Royal Netherlands Air Force）

 中華民國
- 中華民國空軍：目前擁有3架福克50專機

 新加坡

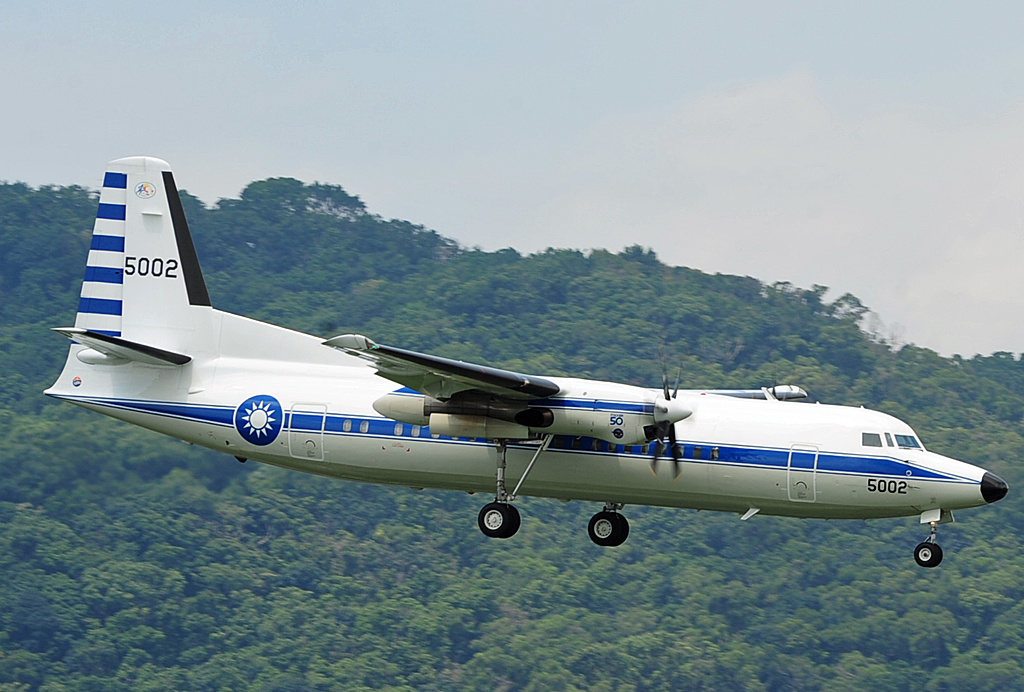
準備降落空軍松山基地的中華民國空軍福克50專機

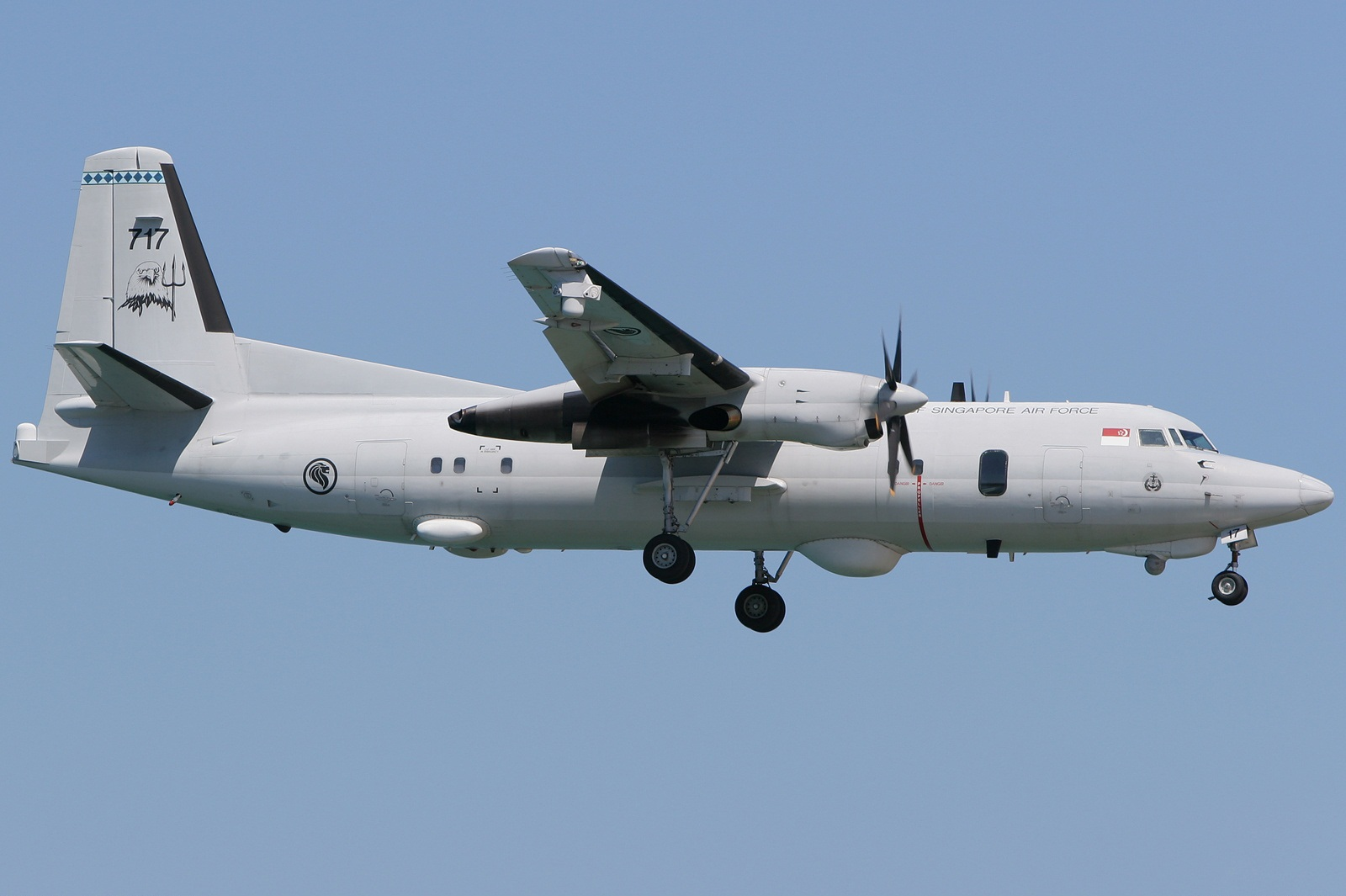
新加坡空軍的福克50MPA Enforcer Mk2海上巡邏機。

- 新加坡空軍：主要作為通用運輸機（Utility Transport Aircraft, UTA）與海上巡邏機（Maritime Patrol Aircraft, MPA）使用。

## 意外和事故
- 1995年9月15日，马来西亚航空2133号班机在马来西亚斗湖机场降落时坠毁，导致34人遇难，使时任领导人马哈迪·莫哈末下令调查。
- 2002年11月6日，盧森堡航空9642號班機在雾中降落卢森堡机场时坠毁，20人遇难。

### 引用列表
1. 1 2 3 4 5 6 7 8  Sören Eriksson; Harm-Jan Steenhuis. . 2015: 44–45. ISBN 978-0415818216.
2. ↑  Flight Global.  (PDF).   [2019-12-01].
3. ↑  . Dutch Aviation.   [2019-12-01]. （原始内容存档于2019-05-14）.
4. ↑  Flight Global. .   [2019-12-01]. （原始内容存档于2017-03-25）.
5. ↑  Flight Global.  (PDF).   [2019-12-01]. （原始内容存档 (PDF)于2012-11-09）.
6. ↑  Flight Global.  (PDF).   [2019-12-01].
7. ↑  Flight Global. .   [2019-12-01]. （原始内容存档于2019-12-03）.
8. ↑  Flight Global. .   [2019-12-01]. （原始内容存档于2019-12-03）.
9. ↑  Flight Global. .   [2019-12-02]. （原始内容存档于2019-12-03）.
10. ↑  Flight Global. .   [2019-12-28]. （原始内容存档于2019-12-03）.
11. ↑  Flight Global. .   [2019-12-02]. （原始内容存档于2019-12-03）.
12. ↑  UPI. .   [2019-12-02]. （原始内容存档于2019-12-03）.
13. ↑  Flight Global. .   [2019-12-02]. （原始内容存档于2019-07-17）.
14. 1 2  Flight Global. .   [2019-12-02]. （原始内容存档于2019-12-03）.
15. ↑  Flight Global. .   [2019-12-02]. （原始内容存档于2019-12-03）.
16. ↑  Kevin O'Toole. . Flight International. 1996-05-15  [2019-12-02]. （原始内容存档于2019-12-03）.
17. ↑  . Flight International. 1996-12-18  [2019-12-02]. （原始内容存档于2019-12-03）.
18. ↑  . Flight International. 1997-02-26  [2019-12-02]. （原始内容存档于2019-12-03）.
19. 1 2 3 4 5 6  Fokker services.  (PDF).   [2019-12-02]. （原始内容存档 (PDF)于2017-12-15）.
20. ↑  Flight International, 3–9 October 2006.
21. ↑   (PDF). Flight International.   [2019-12-03].
22. ↑   (PDF). Flight International.   [2019-12-03].
23. ↑  . Flight International. 2004-06-29  [2019-12-03]. （原始内容存档于2019-12-03）.
24. 1 2  . Flight International. 2010-12-15  [2019-12-03]. （原始内容存档于2019-12-03）.
25. ↑  Joan le Poole. .   [2019-12-03]. （原始内容存档于2019-12-03）.
26. ↑  Anno Gravemaker. . Flight International. 2010-03-16  [2019-12-03]. （原始内容存档于2019-12-03）.
27. ↑  Jorge Riveros. . 2010-12-20  [2019-12-03]. （原始内容存档于2019-12-03）.
28. ↑   (PDF). Flight International.   [2019-12-04].
29. 1 2   (PDF). Flight International.   [2019-12-04].
30. 1 2   (PDF). Flight International.   [2019-12-04].
31. ↑   (PDF). Flight International.   [2019-12-04].
32. 1 2  EASA Type Certificate
33. ↑  . 國際航空雜誌（Flight International）. 2009年8月18日: 37–59頁.
34. ↑  .   [2019-12-28]. （原始内容存档于2007-09-28）.